# Tricella calcar
Tricella calcar är en tvåvingeart som beskrevs av Daniels 1975. Tricella calcar ingår i släktet Tricella och familjen rovflugor. Inga underarter finns listade i Catalogue of Life.